# 그 이름을 잊으리
"그 이름을 잊으리"는 1960년 공개된 대한민국의 영화이다.

## 배역
- 최무룡 : 동진 역
- 엄앵란 : 란 역
- 문정숙
- 최남현